# Rio Timbu
O rio Timbu é um curso de água que banha o estado do Paraná.